# Benjamin Donnelly
Benjamin Donnelly (* 22. August 1996) ist ein kanadischer Eisschnellläufer.

## Werdegang
Donnelly debütierte im Eisschnelllauf-Weltcup zu Beginn der Saison 2015/16 in Calgary und belegte dort im B-Weltcup den 24. Platz über 1500 m und den 13. Rang über 5000 m. Im Teamsprint holte er seinen ersten Weltcupsieg. Im Januar 2016 gewann er bei den kanadischen Meisterschaften in Calgary Bronze über 1500 m und Silber über 5000 m. Bei den Einzelstreckenweltmeisterschaften 2016 in Kolomna holte er die Bronzemedaille in der Teamverfolgung. Im März 2016 gewann er bei den Juniorenweltmeisterschaften in Changchun die Bronzemedaille im Massenstart, jeweils die Silbermedaille in der Teamverfolgung und über 1500 m und jeweils die Goldmedaille über 1000 m, über 5000 m und im Mehrkampf.

## Persönliche Bestzeiten
- 500 m      35,87 s (aufgestellt am 19. März 2016 in Calgary)
- 1000 m    1:09,81 min (aufgestellt am 5. Januar 2016 in Calgary)
- 1500 m    1:45,68 min (aufgestellt am 20. März 2016 in Calgary)
- 3000 m    3:45,45 min (aufgestellt am 25. September 2015 in Calgary)
- 5000 m    6:28,30 min (aufgestellt am 13. November 2015 in Calgary)